# Almora (band)
Almora is een Turkse band die zich beweegt op het gebied van de progressieve rock, metal en gothic.

## Geschiedenis
Almora werd opgericht in 2001 als een muziekproject van de Turkse muzikant Soner Canozer. Na de uitgave van de ep Standing Still & Cyrano brachten zij in 2002 hun debuutalbum Gates of Time uit op het Turkse label Zihni Müzik. Het vervolgalbum Kalihora's Song werd uitgebracht in 2003 en verkreeg ook in het buitenland aandacht.
Hun derde album Shehrâzad uit 2004 verkreeg wereldwijde aandacht. De krant Milliyet en het magazine Blue Jean noemden het album als een van de vijf beste Turkse rockalbums ooit. Twee nummers werden gebruikt door de Japanse theatergroep Takarazuka Revue in de musical Jazzy Fairies/Revue of Dreams. 
In 2006 werd het vierde studioalbum 1945 uitgebracht, in samenwerking met de Turkse operatenor Hakan Aysev. In 2008 volgde het vijfde album Kıyamet Senfonisi, met als gast de Turkse rockmuzikant Ogün Sanlısoy.

## Discografie
- (2002): Gates of Time
- (2003): Kalihora's song
- (2005): Sheherazade
- (2007): 1945
- (2008): Eznora Müzik met single Tilsim

## Bandleden

### Huidige bandleden
- Soner Canözer – gitaar (2001–heden)
- Bilge Kocaarslan – fluit (2001–heden)

### Voormalig bandleden
- Serkan Karabiyik – drums (2001–2004)
- Ahmet Söğütlüoğlu – vzang (2001–2005)
- A. Vefa Erdem – basgitaar (2001–heden)
- Ahmet Gültekin – drums (2005–heden)
- Nihan Tahtaişleyen – zang, viool (2001–heden)